# Miliusa novoguineensis
Miliusa novoguineensis är en kirimojaväxtart som beskrevs av Mols och Keßler. Miliusa novoguineensis ingår i släktet Miliusa och familjen kirimojaväxter. Inga underarter finns listade i Catalogue of Life.